# Adolphe (film)
Adolphe è un film del 2002 diretto da Benoît Jacquot.
Il film si basa sul romanzo omonimo del 1816 scritto da Benjamin Constant.